# Johan Jacob Fahlgren
Johan Jacob Fahlgren, född 22 december 1786 i Uppsala, död 16 oktober 1848, var en svensk skådespelare och operasångare (baryton). 
Fadern var köpman i Uppsala, och Fahlgren inackorderades som elev hos tonsättaren och musikern Johann Christian Friedrich Haeffner 1802. Han lärdes upp av honom i sång och anställdes vid Operan i Stockholm. Han berömdes för en god och stark, baryton med säker musikalitet och taktkänsla och samvetsgrann i arbetet. Bland hans roller fanns Figaro, Kasper i Friskytten, Monte Frasconi i Cendrillon, Geronio i Turken i Italien, guvernören i Felsheims husarer, Istock i Oxmenuetten och Leporello i Don Juan. Han uppträdde sista gången 1845.
Han gifte sig 1808 med den 15 år äldre Gertrud Elisabeth Forsselius, efter att hon 1807 skilt sig från samma Haeffner som Fahlgren varit elev och inackorderad hos.